# Liste de synonymes concernant l'informatique
 (décembre 2021).
Si vous disposez d'ouvrages ou d'articles de référence ou si vous connaissez des sites web de qualité traitant du thème abordé ici, merci de compléter l'article en donnant les références utiles à sa vérifiabilité et en les liant à la section « Notes et références ».
- Big Blue = IBM
- Bill = Billiou = Bill Gates
- Box = boîtier en anglais, comprendre la boîte métallique qui contient les éléments de l'ordinateur
- browser = navigateur web
- butiner = consulter le World Wide Web
- Cupertino = Apple (Apple est basé à Cupertino, en Californie)
- explorateur web = navigateur web (« navigateur » vient de Netscape Navigator, « explorateur » vient de Internet Explorer)
- fureteur = navigateur web (surtout utilisé au Canada)
- mail = email = courrier électronique = courriel (officiel depuis 2003 en France[1])
- Le Net = Internet
- La Toile = le Web = World Wide Web
- Redmond = Microsoft (Microsoft est basé à Redmond, près de Seattle)
- surfer = consulter le World Wide Web
- librairie = bibliothèque (certains informaticiens considèrent qu'il s'agit d'un abus de langage résultant d'une mauvaise traduction du faux ami en anglais library mais le mot librairie était déjà synonyme de bibliothèque en France au Moyen Âge avant d'arriver dans la langue anglaise, voir référence 1 dans l'article bibliothèque